# Mediterranean Fleet
La Mediterranean Fleet, également connu sous le nom de Mediterranean Station, est une flotte britannique qui opéra tout le long du XIXe siècle et une grande partie du XXe siècle en Méditerranée. Traditionnellement basée à Malte, elle se déplaça à Alexandrie en Égypte au milieu des années 1930, du fait du danger de l'aviation italienne basée en Sicile. On l'appela également la Force D pendant la Seconde Guerre mondiale.
Elle finit par être dissoute en 1967, avec l'intégration de la Royal Navy au sein de l'OTAN.

## Organisation au début de la Première Guerre mondiale
En 1914, la flotte est composée de :
- 2e escadron de croiseurs de bataille (2nd Battle-cruiser Squadron, formé en août 1913) : trois croiseurs de bataille - HMS Inflexible - navire amiral - , HMS Indomitable) (tous deux de classe "Invincible") et HMS Indefatigable (classe Indefatigable) - formant l'épine dorsale la flotte ;
- 1er escadron de croiseurs (1st Cruiser Squadron, formé en janvier 1913) mettant en service deux croiseurs blindés de classe Duke of Edingburgh (HMS Black Prince et HMS Duke of Edinburgh), un croiseur de classe Minotaur (HMS Defence) et un croiseur de classe Warrior (HMS Warrior ) ;
- 4 croiseurs légers : HMS Chatham, Dublin, Gloucester et Weymouth
- 5e flottille de destroyers (5th Destroyer Flotilla, avant 1911 : Mediterranean Destroyer Flotilla): 16 destroyers de classe Beagle ;
- 6 sous-marins : B6, B7, B8 à Gibraltar, B9, B10. B11 à Malte.

## Organisation au début de la Seconde Guerre mondiale
Organisation de la Mediterranean Fleet (à l'exclusion des navires secondaires et de soutien) le 1er août 1939 ; tous les navires affectés n'étaient pas opérationnels à cette date.
Amiral Andrew Cunningham
1st Battle Squadron
Vice-amiral Geoffrey Layton
Cuirassés:
- HMS Barham (vaisseau amiral de l'escadre )
- HMS Malaya
- HMS Ramillies
- HMS Warspite (vaisseau amiral de la flotte )

Aircraft carriers
Porte-avions:
- HMS Glorious

Destroyer:
- HMS Bulldog

1st Cruiser Squadron
Vice-amiral John Cunningham
Croiseurs lourds:
- HMS Devonshire (vaisseau amiral de l'escadre )
- HMS Sussex
- HMS Shropshire

3rd Cruiser Squadron
Contre-amiral Henry Moore
Croiseurs légers:
- HMS Arethusa (vaisseau amiral de l'escadre )
- HMS Penelope

Destroyer Flotillas
Contre-amiral John Tovey
Croiseur léger:
- HMS Galatea (vaisseau amiral de l'escadre )

1st Destroyer Flotilla
Capitaine de vaisseau Creasy
Destroyers:
- HMS Gallant
- HMS Garland
- HMS Gipsy
- HMS Glowworm
- HMS Grafton
- HMS Grenade
- HMS Grenville (chef de flottille )
- HMS Greyhound
- HMS Griffin

2nd Destroyer Flotilla
Capitaine de vaisseauo Warburton-Lee
Destroyers:
- HMS Hardy (chef de flottille )
- HMS Hasty
- HMS Hereward
- HMS Hero
- HMS Hostile
- HMS Havock
- HMS Hotspur
- HMS Hunter
- HMS Hyperion

3rd Destroyer Flotilla
Capitaine de vaisseau Talbot
Destroyers:
- HMS Icarus
- HMS Ilex
- HMS Imogen
- HMS Imperial
- HMS Impulsive
- HMS Inglefield (chef de flottille )
- HMS Intrepid
- HMS Isis
- HMS Ivanhoe

4th Destroyer Flotilla
Capitaine de vaisseau Creswell
Destroyers:
- HMS Afridi (chef de flottille )
- HMS Cossack
- HMS Gurkha
- HMS Maori
- HMS Mohawk
- HMS Nubian
- HMS Sikh
- HMS Zulu

1st Submarine Flotilla
Capitaine de vaisseau Philip Ruck-Keene
Destroyers:
- HMS Douglas

Sous-marins:
- HMS Clyde
- HMS Severn
- HMS Salmon
- HMS Sealion
- HMS Shark
- HMS Snapper

Parmi les navires qui ont été par la suite agrégés au Mediterranean Fleet:
Porte-avions
- HMS Eagle

Croiseurs
- HMS Ajax
- HMS Gloucester
- HMS Liverpool
- HMS Neptune
- HMS Orion
- HMAS Perth
- HMAS Sydney

Destroyers
- HMS Decoy
- HMS Dainty
- HMS Defender
- HMS Jaguar
- HMS Janus
- HMS Juno
- HMAS Stuart
- HMAS Vampire
- HMAS Voyager

## Organisation en 1956
En 1956 :
- 2nd Aircraft Carrier Squadron - 2e escadre de porte-avions
- 1st Cruiser Squadron - 1re escadre de croiseurs
- 1st et 2nd Destroyer Flotillas - 1re et 2e flottille de destroyers
- 2nd Escort Flotilla - 2e flottille d'escorte
- 1st Submarine Flotilla - 1re flottille d'escorte

## Commandants en chef
- Horatio Nelson, jusqu'en 1805
- Cuthbert Collingwood à partir de 1805
- Harry Burrard-Neale jusqu'au 8 février 1826
- Edward Codrington à partir du 8 février 1826
- Sir Edmund Lyons (1854-1858)
- Vice-amiral George Tryon de 1891 à 1893
- Amiral Archibald Berkeley Milne en 1914
- Vice-amiral Andrew Cunningham en 1939 et 1940
- Bernard Rawlings entre décembre 1943 et juin 1944.

## Opérations et combats
- Bataille de Navarin en 1827
- Bombardement d'Alexandrie en 1882
- Poursuite du Goeben et du Breslau en 1914
- Bataille des Dardanelles en 1915
- Destruction de la flotte française à Mers-el-Kébir le 3 juillet 1940
- Bataille de Punta Stilo le 9 juillet 1940
- Bataille du cap Spada le 19 juillet 1940
- Nuit de Tarente le 11-12 novembre 1940
- Bataille du cap Teulada le 27 novembre 1940
- Bataille du cap Matapan le 27-29 mars 1941
- Bataille du cap Bon le 13 décembre 1941
- Première bataille de Syrte le 17 décembre 1941
- Deuxième bataille de Syrte le 22 mars 1942
- Bataille de la mi-juin le 12-16 juin 1942
- Bataille de la mi-août le 11-13 août 1942
- Crise du canal de Suez en 1956